# Боббі Елмонд
Роберт Рональд Елмонд (англ. Robert Ronald Almond; нар. 16 листопада 1952, Лондон, Англія) — новозеландський футболіст англійського походження, центральний захисник.

## Клубна кар'єра
Народився в Лондоні. На юнацькому рівні виступав за «Лейтон Орієнт» та «Тоттенгем Готспур». Дорослу футбольну кар'єру розпочав у клубі «Волтемстоу Авеню» з Істмійської ліги. У 1973 році емігрував до Нової Зеландії. Починаючи з 1976 року виступав за «Крайстчерч Юнайтед». У своєму дебютному сезоні в новому клубі виграв Кубок Четгема. У 1978 році досяг найбільшого успіху в клубній кар'єрі, виграв Національну лігу сокеру Нової Зеландії. У 1982 році протягом короткого періоду часу виступав за «Інверкаргілл Тізл», зіграв 11 матчів в австралійському чемпіонаті, але за підсумками сезону його команда понизилася в класі. Потім повернувся до «Крайстчерч Юнайтед», в якому виступав до 1986 року. Протягом 10 років, проведених у команді, провів 175 поєдинків, в яких відзначився 1 голом. Футбольну кар'єру завершив 1986 року.
По завершенні кар'єри гравця розпочав тренерську діяльність, тренував клуб «Феррімід-Бейс»
| Сезон | Клуб                 | Країна        | Змагання                               | Матчі | Голи |
| ----- | -------------------- | ------------- | -------------------------------------- | ----- | ---- |
| 1976  | «Крайстчерч Юнайтед» | Нова Зеландія | Національна ліга сокеру Нової Зеландії | 6     | 0    |
| 1977  | «Крайстчерч Юнайтед» | Нова Зеландія | Національна ліга сокеру Нової Зеландії | 22    | 0    |
| 1978  | «Крайстчерч Юнайтед» | Нова Зеландія | Національна ліга сокеру Нової Зеландії | 22    | 0    |
| 1979  | «Крайстчерч Юнайтед» | Нова Зеландія | Національна ліга сокеру Нової Зеландії | 19    | 0    |
| 1980  | «Крайстчерч Юнайтед» | Нова Зеландія | Національна ліга сокеру Нової Зеландії | 15    | 0    |
| 1981  | «Крайстчерч Юнайтед» | Нова Зеландія | Національна ліга сокеру Нової Зеландії | 13    | 1    |
| 1982  | «Інверкаргілл Тізл»  | Нова Зеландія | Національна ліга сокеру Нової Зеландії | 11    | 0    |
| 1983  | «Крайстчерч Юнайтед» | Нова Зеландія | Національна ліга сокеру Нової Зеландії | 21    | 0    |
| 1984  | «Крайстчерч Юнайтед» | Нова Зеландія | Національна ліга сокеру Нової Зеландії | 19    | 0    |
| 1985  | «Крайстчерч Юнайтед» | Нова Зеландія | Національна ліга сокеру Нової Зеландії | 22    | 0    |
| 1986  | «Крайстчерч Юнайтед» | Нова Зеландія | Національна ліга сокеру Нової Зеландії | 16    | 0    |

## Кар'єра в збірній
У складі збірної Нової Зеландії дебютував 1978 року в поєдинку проти другої збірної Англії. На офіційному рівні футболці національної збірної Нової Зеландії дебютував 13 червня 1979 року в переможному (1:0) поєдинку проти збірної Австралії. Учасник Кубку націй ОФК 1980 року, на якому зіграв три матчі: проти Таїті, Фіджі та Соломонових Островів. Під час кваліфікації до чемпіонату світу 1982 року зіграв 15 матчів, в яких допоміг новозеландцям пробитися до фінальної частини турніру. У 1982 році головний тренер Джон Едсгед викликав Боббі для участі в фінальній частині турніру, де збірна Нової Зеландії припинила боротьбу на стадії групового етапу. Елмонд на чемпіонаті світу 1982 року зіграв у матчах проти Шотландії та Бразилії. На турнірі був віце-капітаном команди. Поєдинок з бразильцями став для Боббі останнім у кар'єрі національної команди (останній матч на чемпіонаті світу проти СРСР пропустив через травму). У період з 1979 по 1982 рік зіграв 28 матчів у футболці збірної Нової Зеландії.
| Матчі та голи в збірній | Матчі та голи в збірній | Матчі та голи в збірній | Матчі та голи в збірній | Матчі та голи в збірній | Матчі та голи в збірній | Матчі та голи в збірній |
| #                       | Дата                    | Місце                   | Суперник                | Гол                     | Рахунок                 | Змагання                |
| ----------------------- | ----------------------- | ----------------------- | ----------------------- | ----------------------- | ----------------------- | ----------------------- |
| 1.                      | 13.06.1979              | Окленд                  | Австралія               |                         | 1:0                     | Товариський матч        |
| 2.                      | 26.07.1979              | Нумеа                   | Нова Каледонія          |                         | 2:0                     | Товариський матч        |
| 3.                      | 03.10.1979              | Манама                  | Бахрейн                 |                         | 2:0                     | Товариський матч        |
| 4.                      | 08.10.1979              | Манама                  | Бахрейн                 |                         | 2:1                     | Товариський матч        |
| 5.                      | 19.02.1980              | Сува                    | Фіджі                   |                         | 1:1                     | Товариський матч        |
| 6.                      | 21.02.1980              | Лаутока                 | Фіджі                   |                         | 2:0                     | Товариський матч        |
| 7.                      | 25.02.1980              | Нумеа                   | Таїті                   |                         | 1:3                     | Кубок націй ОФК 1980    |
| 8.                      | 27.02.1980              | Нумеа                   | Фіджі                   |                         | 0:4                     | Кубок націй ОФК 1980    |
| 9.                      | 29.02.1980              | Нумеа                   | Соломонові Острови      |                         | 6:1                     | Кубок націй ОФК 1980    |
| 10.                     | 25.04.1981              | Окленд                  | Австралія               |                         | 3:3                     | кв. ЧС 1982             |
| 11.                     | 03.05.1981              | Ба                      | Фіджі                   |                         | 4:0                     | кв. ЧС 1982             |
| 12.                     | 07.05.1981              | Тайбей                  | Тайвань                 |                         | 0:0                     | кв. ЧС 1982             |
| 13.                     | 11.05.1981              | Джакарта                | Індонезія               |                         | 2:0                     | кв. ЧС 1982             |
| 14.                     | 16.05.1981              | Сідней                  | Австралія               |                         | 2:0                     | кв. ЧС 1982             |
| 15.                     | 23.05.1981              | Окленд                  | Індонезія               |                         | 5:0                     | кв. ЧС 1982             |
| 16.                     | 30.05.1981              | Окленд                  | Тайвань                 |                         | 2:0                     | кв. ЧС 1982             |
| 17.                     | 16.08.1981              | Окленд                  | Фіджі                   |                         | 13:0                    | кв. ЧС 1982             |
| 18.                     | 24.09.1981              | Пекін                   | КНР                     |                         | 0:0                     | кв. ЧС 1982             |
| 19.                     | 03.10.1981              | Окленд                  | КНР                     |                         | 1:0                     | кв. ЧС 1982             |
| 20.                     | 10.10.1981              | Окленд                  | Кувейт                  |                         | 1:2                     | кв. ЧС 1982             |
| 21.                     | 28.11.1981              | Окленд                  | Саудівська Аравія       |                         | 2:2                     | кв. ЧС 1982             |
| 22.                     | 14.12.1981              | Ель-Кувейт              | Кувейт                  |                         | 2:2                     | кв. ЧС 1982             |
| 23.                     | 19.12.1981              | Ер-Ріяд                 | Саудівська Аравія       |                         | 5:0                     | кв. ЧС 1982             |
| 24.                     | 10.01.1982              | Сінгапур                | КНР                     |                         | 2:1                     | кв. ЧС 1982             |
| 25.                     | 11.02.1982              | Окленд                  | Угорщина                |                         | 1:2                     | Товариський матч        |
| 26.                     | 14.02.1982              | Крайстчерч              | Угорщина                |                         | 1:2                     | Товариський матч        |
| 27.                     | 15.06.1982              | Малага                  | Шотландія               |                         | 2:5                     | ЧС 1982                 |
| 28.                     | 23.06.1982              | Севілья                 | Бразилія                |                         | 0:4                     | ЧС 1982                 |

## Досягнення
- Національна ліга сокеру Нової Зеландії
  -  Чемпіон (1): 1978
  -  Срібний призер (1): 1979

- Кубок Четгема
  -  Володар (1): 1976
  -  Фіналіст (1): 1997

- Челлендж Трофі
  -  Фіналіст (1): 1978